# Прапор Кременчуцького району
Пра́пор Кременчу́цького райо́ну — офіційний символ Кременчуцького району Полтавської області, затверджений 20 березня 2002 року рішенням сесії Кременчуцької районної ради.

## Опис
Прапор — прямокутне жовте полотнище зі співвідношенням 2:3, що перетяте посередині двома горизонтальними смугами однакової ширини — білою та блакитною (4:1:1:4). У лівому верхньому куті у синьому квадраті зображено жовтий лапчастий хрест.